# Carl Türk

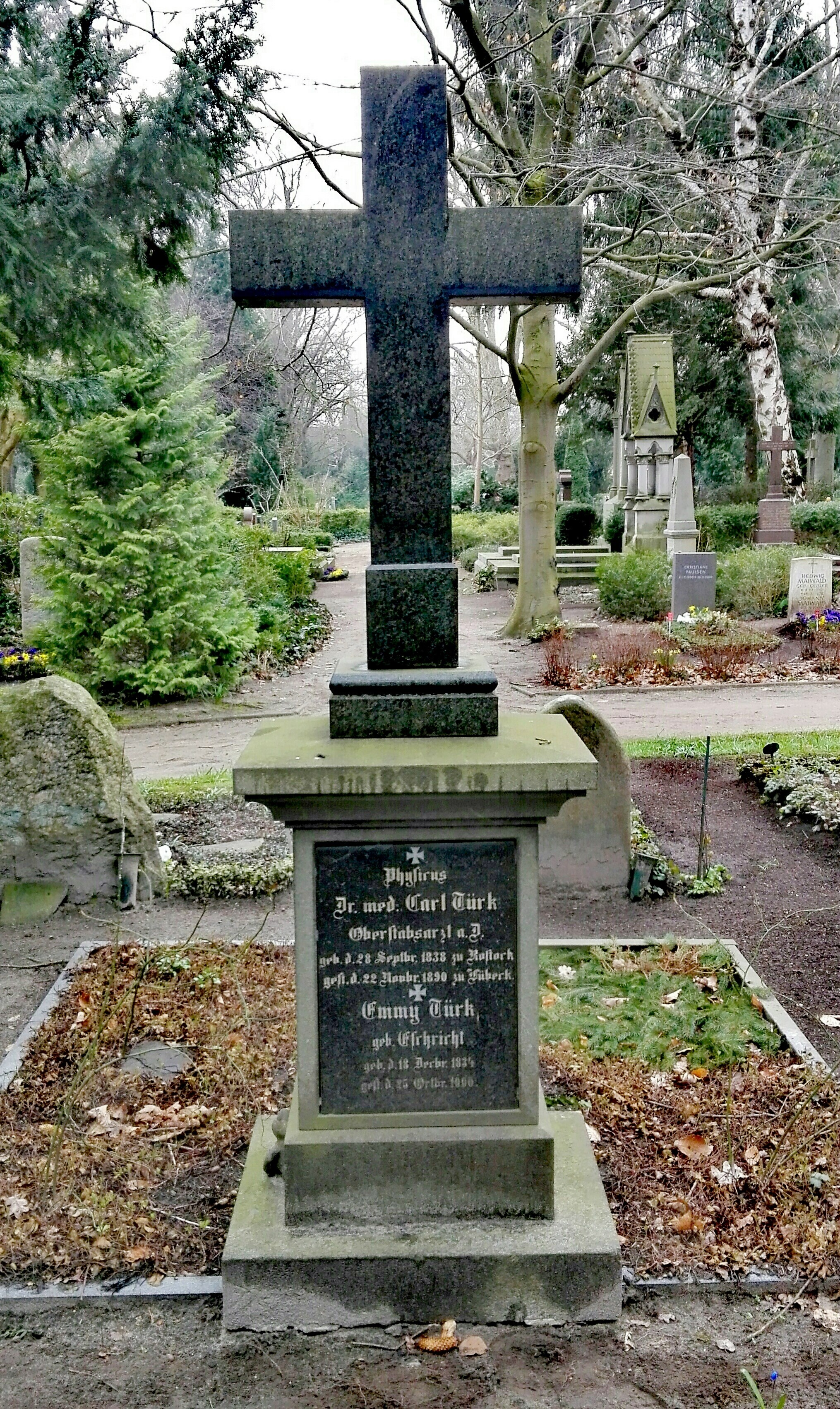
Grab auf dem Burgtorfriedhof

Carl Adolph Georg Hermann Türk (* 28. September 1838 in Rostock; † 22. November 1890 in Lübeck) war ein deutscher Arzt und Stadtphysicus.

## Leben

### Herkunft
Carl Türk war ein Sohn des gleichnamigen Rostocker Rechtshistorikers und Professors Karl Türk und seiner (ersten) Frau Emma Sophia, geborene Brandenburg. Wegen Beteiligung an der Revolution 1848 wurde sein Vater nach vierjähriger Untersuchungshaft 1852 aus dem mecklenburgischen Dienst entlassen. Nachdem er an verschiedenen Stellen vergeblich versucht hatte, sich ein neues Wirkungsfeld zu verschaffen, ging er 1860 nach Lübeck, wo er sich durch journalistische Arbeiten ernährte.

### Laufbahn
Carl besuchte zuerst die Große Stadtschule in Rostock, dann das Katharineum zu Lübeck bis zum Abitur Michaelis 1856. Türk studierte Humanmedizin an der Universität Rostock, dissertierte in Breslau und erhielt in Berlin nach bestandener Prüfung am 5. April 1862 seine Approbation und ließ sich in Lübeck nieder. Hier wohnte er zuerst in der Königstraße 857 Höhe Aegidienstraße, von dort zog man ins Jakobi Quartier in die Breite Straße 787 und dann zurück in die Königstraße 667 Höhe Katharinenkirche. 1870 wurde die mittlere Hüxstraße 290 gezogen und drei Jahre danach die 331, welche später die Nr. 36 werden sollte. Hier blieb man.
Als 1866 der bisherige Oberarzt, Emil Cordes, des Lübeckischen Kontingentes der Oldenburgisch-Hanseatischen Brigade aus seiner Stellung ausschied, trat er in dieselbe ein und bekleidete das Amt eines Stabs- und Bataillonsarztes.
Mit ihrem Beitritt zum Norddeutschen Bundes wurden die Bundeskontingente der Freien Hansestädte aufgelöst. Hamburg verlor mit dem 15. Mai 1867 seine eigene Wehrhoheit und musste als Friedensgarnison zwei Bataillone aufnehmen. Am 1. Oktober 1867 wurden gemäß einer Konvention vom 27. Juni 1867 Mannschaften und Unteroffiziere der aufgelösten Regimenter Hamburgs (des Stadtmilitärs in Garnison) und Lübecks in das neue Regiment, es war das 1866 in Bromberg formierte Infanterie-Regiment Nr. 76, übernommen. Der Stab sowie die Musketierbataillone wurden 1867 nach Hamburg, das der Füsiliere wurden nach Lübeck verlegt. Den Soldaten dieses Stehenden Heeres wurde freigestellt, den Dienst bei der preußischen Armee fortzusetzen.
Am 7. November 1867 erhielt das Regiment, in dem Türk jetzt Bataillonsarzt war, die Benennung 2. Hanseatisches Infanterie-Regiment Nr. 76. Nach Dr. Beckers, Oberarzt der Garnison, im Februar 1868 erfolgter Versetzung trat Türk in dessen Funktionen. Am 21. September 1869 wurde mit dem Bau der Kaserne begonnen und am 29. Oktober 1870 deren Richtfest begangen. Auf dem Gelände der Waisenhofallee wurde zudem ein Lazarett in Form von neun Baracken für Militärkranke errichtet. Bereits kurz vor Ausbruch des Deutsch-Französischen Krieges war Türk als Delegierter des lübeckischen Zweigvereins zur Pflege verwundeter Krieger zu der Jahresversammlung des Hauptvereines am 18. Juni 1870 in Berlin gewesen.
Als Stabsarzt und Leibarzt des Großherzogs Friedrich Franz II. von Mecklenburg-Schwerin zog er in den Krieg. Nach dem Küstenschutz erreichten sie am 1. September 1870 das Feld bei Metz. Dort übernahm der Großherzog die Führung des XIII. Armee-Korps und belagerte die Festung. Ab Ende Oktober belagerte man Paris und kämpfte anschließend als Armeegruppe des Großherzogs gegen die französische Loirearmee in der Schlacht bei Loigny und Poupry, Orléans, Beaugency und Le Mans. Für seine großen Verdienste als Nichtkombattant im Kriege wurde er mit dem Eisernen Kreuz am weißen Band. ausgezeichnet. Erst als er im Juni 1871 aus Frankreich zurückgekehrt war, konnte er seine ärztliche Praxis wieder aufnehmen. Seit 1872 war er Chefarzt im Garnison-Lazarett an der Mühlenbrücke 869. Zum Ende des Jahres 1879, der Senat sollte Türk an Stelle des am 27. April 1879 verstorbenen Johann Heinrich Christoph Pabst zum 1. Januar 1880 zum Physikate berufen, wurde sein Abschiedsgesuch genehmigt. Unter der Verleihung des Charakters eines Oberstabsarztes II. Klasse stellte man ihn à la suite des Regiments mit der gesetzlichen Pension zur Disposition.
Türk war Mitglied im Tierschutzverein. Auf der Generalversammlung des Vereines im April 1872 schied er jedoch aus deren Vorstand aus.
Auf der Generalversammlung des von seiner Frau gegründeten Zweigvereins Lübeck des Vaterländischen Frauenvereins wurde Türk 1874 zu einem von dessen Beiräten  gewählt.
Der Senat erwählte am 13. September 1877 die Herren Doktoren Carl Andr. Hinr. Mollwo und Türk zu Mitgliedern des Medizinal-Kollegiums. Als solches musste er jedoch mit seiner Ernennung zum Physikus und somit Leiter des Gesundheitswesens des Stadtstaates 1880 ausscheiden. In den Jahren 1880, 1883 und 1887 wählte man ihn zum Vorsitzenden des Ärztlichen Vereins zu Lübeck.
Seit 1873 war Türk Mitglied der Gesellschaft zur Beförderung gemeinnütziger Tätigkeit. Unterstützt von Senator Thomas Johann Heinrich Mann und dem zu früh verstorbenen Dr. med. Joh. Carl Heinr. Friedr.Hinckeldeyn beantragte er eine jährliche Subvention in Höhe von 600 Mark für die in der Krankenpflege besonders geschätzten Grauen Schwestern für den Zeitraum der nächsten drei Jahre. Auf der Versammlung am 9. November 1880 wurde er genehmigt.
Auf der Versammlung am 31. Mai 1881 wurde die Liste der Kandidaten für die bevorstehende Bürgerschaftswahl im III. Wahlbezirk (Marien Quartier und Vorstadt St. Lorenz) am 21. Juni aufgestellt. Türk ist als einer der drei möglichen Ersatzmänner der Bürgerschaftskandidaten aufgestellt worden.

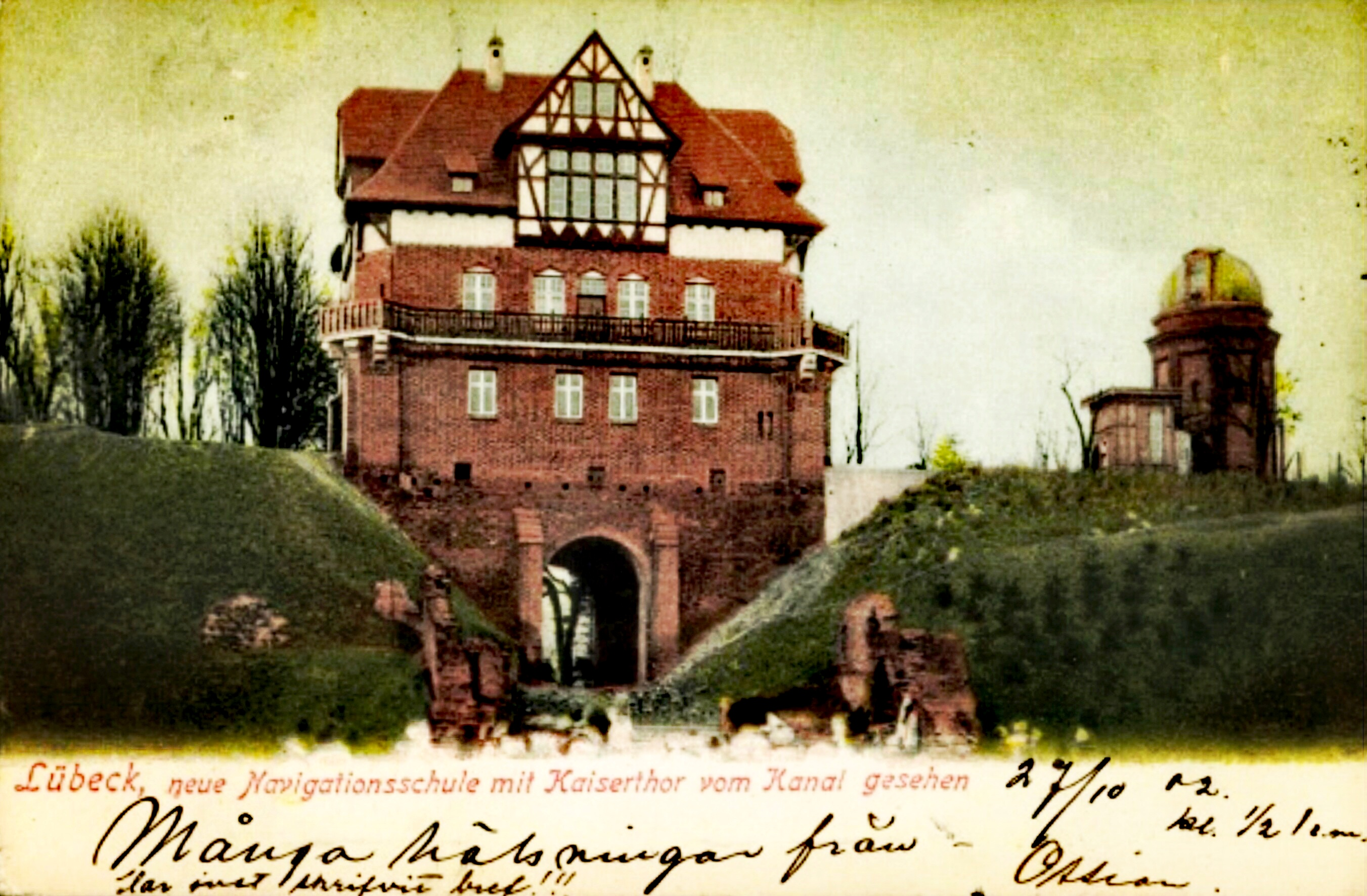
Navigationsschule mit Kaisertor

Als Friedrich Esmarch, Chirurg und Begründer des zivilen Samariterwesens, 1885 in der Kaufmannschaft einen Vortrag hielt, wandte er sich persönlich an die örtliche Vorsitzende des Roten Kreuzes und legte ihr die Unterweisungen im Samariterdienst nahe. Ein entsprechender Verein trat am 5. März unter dem Vorsitz von Louis Schütt und Türk zusammen. Es wurde vorgeschlagen, diese für alle Seemannsschulen an der deutschen Küste für die Steuerleute obligatorisch zu machen. Auf Veranlassung des Senatoren Johannes Fehling, in sein Ressort fiel die Angelegenheit, wurden in der lübeckischen Navigationsschule beim Kaisertor die Unterweisungen als erster deutschen verbindlich eingeführt. Das Rote Kreuz stellte hierfür bis 1892 Arzt und Lehrapparat zur Verfügung, danach übernahm dies der Staat.
Am 6. Januar 1887, einen Tag nachdem er sein 25-jähriges Praxisjubiläum begangen hatte, wurde Türk zum Mitglied der Prüfungsbehörde für Apothekengehülfen ernannt. Den Vorsitz der auf zwei Jahre gewählten Behörde hatte er ab 1888 inne. Die beiden anderen Mitglieder sind C. A. Pfaff und Siegfried Mühsam gewesen.
Anfang 1888 wurde die Leitung des kürzlich konstituierten Lübecker Bezirksvereines des 1883 in Kassel gegründeten Deutschen Vereins gegen den Missbrauch geistiger Getränke bestimmt. Den Vorsitz übernahm Heinrich Alphons Plessing, den Vorstand bildeten Türk, Ludwig Trummer, Theodor Eschenburg, Nicolaus Joachim Bernhard Jürss und Christian Reimpell. Letztere Frage beschäftigte ihn, wie auch aus seinen in der Gewerbegesellschaft gehaltenen Vorträgen hervorgeht, schon seit längerem. Bereits 1867 handelte einer „über die alkoholhaltigen Getränke“.
Im Oktober 1889 kam Otto Riedel vom Medicinisch-chirurgischen Friedrich-Wilhelm-Institut als Stabs- und Bataillonsarzt zum lübeckischen Bataillon. 1891 ernannte ihn der Senat zum Nachfolger Türks als Stadtphysikus.

### Familie
Türk wurde zum Hausarzt Emanuel Geibels und zählte ihn zu seinen Freunden. Durch ihn lernte er die Schriftstellerin Emmy Eschricht kennen und heiratete sie 1867. In der Hausnummer 36, dem Haus seiner Wohnung und Praxis, unterhielten Carl und Emmy später zusammen einen, wie es die Erinnerungen des Schauspielers Max Grube überlieferten, für diese Zeit sehr aufgeschlossenen Literarischen Salon. Titus und Eva waren die Kinder des Paares.

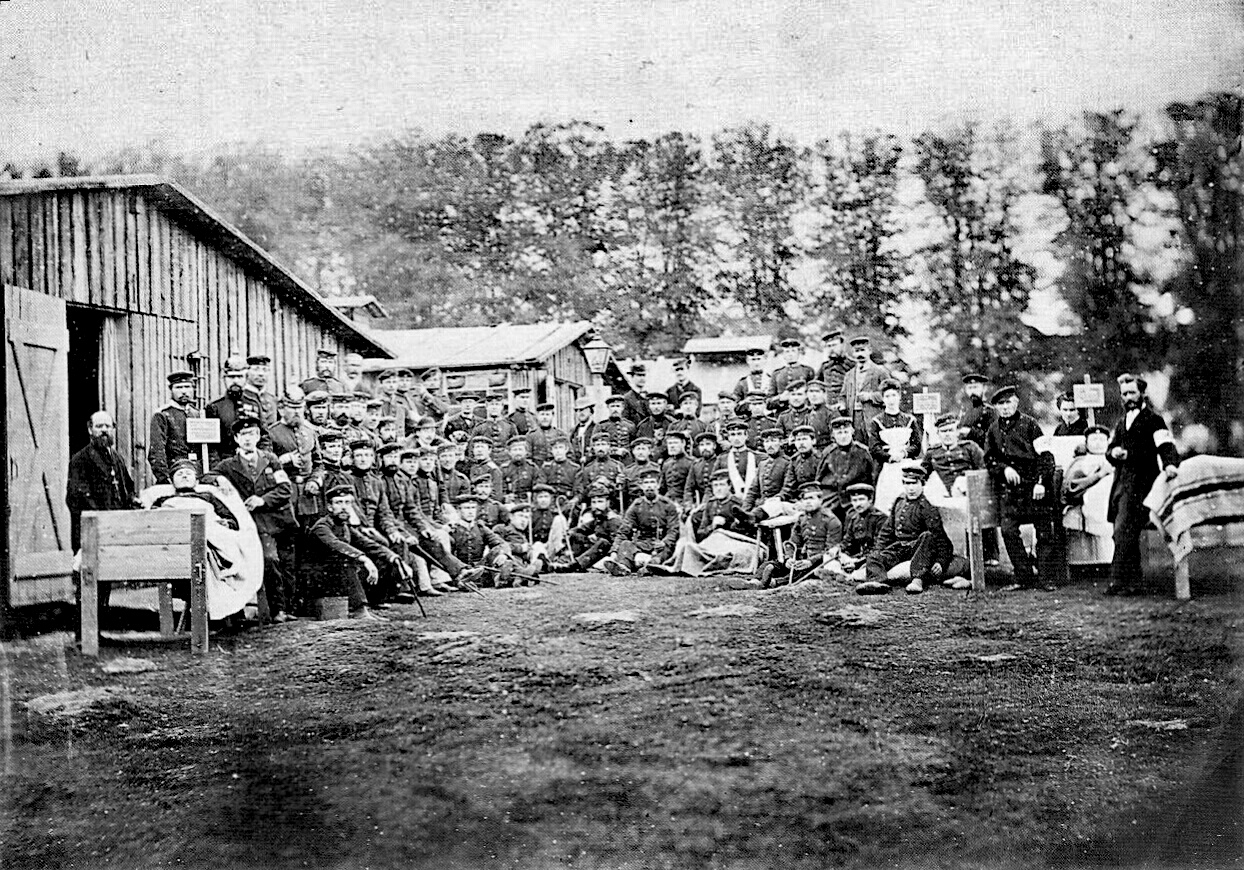
Lazarett an der Waisenhofallee

Emmy engagierte sich in der Krankenpflege. Am 18. Juli 1870 gründete sie den aus anfänglich sieben Mitgliedern bestehenden „Lübecker Frauenverein zur Pflege im Kriege verwundeter und erkrankter Krieger“. Die Statuten des Zweigvereins Lübeck wurden vom unter dem Vorsitz der Kaiserin stehenden Hauptverein des Vaterländischen Frauenvereins am 21. Oktober 1871 bestätigt. Auf den Vorschlag der Kaiserin hin, verlieh der Kaiser, Wilhelm I., Fräulein Jenny Platzmann, Frau Stabsarzt Emmy Türk, Fräulein Friederike Elder, Fräulein Clementine von Faber, Frau Konsul Luetjens, Frau Major Baronin von Seydlitz und Frau Präsident Kierulff in Anerkennung ihrer Verdienste um die Pflege der Verwundeten im letzten Krieg das Verdienstkreuz für Frauen und Jungfrauen und ließ es durch die kgl. General-Ordens-Commission übersenden. Im Jahr darauf wurde Emmy an die Spitze des Vereins berufen. Nach der Sturmflut von 1872 veranlasste sie eine Sammlung für die brotlos gewordenen Fischerfamilien. Mit der Anschaffung neuer Fischereigerätschaften sollte diese wieder erwerbsfähig gemacht werden. Auf der Generalversammlung am 10. März 1874, der Verein war zu der Zeit schon fast 180 Mitglieder groß, wurde Emmy im Amt der Vorstehenden bestätigt. Gleichfalls ist sie zur Vorstandsversammlung der vaterländischen Frauenvereine am 22. und 23. März in Berlin delegiert worden. Am 22. März 1874, Kaisergeburtstag, wurde Emmy mit der Kriegsdenkmünze für ihre Leistungen im Kriege bei der Pflege Verwundeter ausgezeichnet. Da sie an dem Krieg als Nichtkombattantin teilgenommen hatte, war ihre Münze am Bande im Gegensatz zu der der Kombattanten aus Stahl am Nichtkombattantenband. Wie nach der Sturmflut wurde 1876 auch für die infolge der großen Überschwemmung in Schlesien in Not Geratenen gesammelt. Der Vorstand – bestehend aus der Vorsitzenden sowie dem Fräulein Julie Kierulff und Frau Hauptmann A. v. Rüdgisch – gab am 24. Mai 1879 bekannt, dass der Verein beabsichtigte zur Feier der Goldenen Hochzeit des Kaiserpaares deren Wunsch auf Gründung einer Volksküche in Lübeck in Form einer Stiftung nachkommen zu wollen. 1882 gründete sie die Frauen-Gewerbeschule und sollte sie bis 1894 leiten. Die noch heute existierende Schule wurde 1970 nach Dorothea Schlözer benannt.
Als Esmarch anlässlich seines Vortrages 1885 ihr persönlich seine große Sache ans Herz legte, begriff sie, die als Tochter eines Schiffsreeders mit den seemännischen Kreisen seit frühester Jugend vertraut war, umgehend, welcher Segen dem Seemannsstand aus den Unterweisungen erwüchse. Als sie im April 1885 auf der Generalversammlung des Hauptvereins in Berlin war, unterbreitete sie der Kaiserin den Vorschlag an allen Seemannschulen der deutschen Küste diese Unterweisung verbindlich zu machen. Die Kaiserin ergriff daraufhin die Initiative und übersandte dem Lübecker Zweigverein Geld zur Beschaffung der Lehrapparate.
Nach Carls Tod sollte sie erst wieder schriftstellerisch tätig werden. Novellen, Romane und Erzählungen erschienen unter dem Pseudonym ihres Mädchennamens. Andere Artikel veröffentlichte sie unter ihrem Ehenamen.
Als Kriegsveteranin wurde Emmy 1897 mit der zu diesem Zwecke am 100. Jahrestag der Geburt seines Großvaters vom amtierenden Kaiser gestifteten so genannten Centenarmedaille verliehen.
Der Kaiser stiftete im Oktober 1898 die Rote Kreuz-Medaille in drei Klassen. Aus Anlass seines Geburtstages, 27. Januar, wurde sie an die Lübecker Bürger in 2. Klasse Fräulein Julie Kierulff, Frau Konsul Behncke (geborene Fehling), Frau Oberarzt Türk sowie Herrn Landrichter a. D. Priess und in 3. Klasse an Frau Konsul Possehl, Frau Wichmann, Herrn Rechtsanwalt Priess,  Konsul Rehder, Konsul Marty,  Dr. Hammerich,  Dr. Hofstaetter, Physikus Riedel, Dr. Schorer sowie dem Kaufmann Schetelig verliehen.

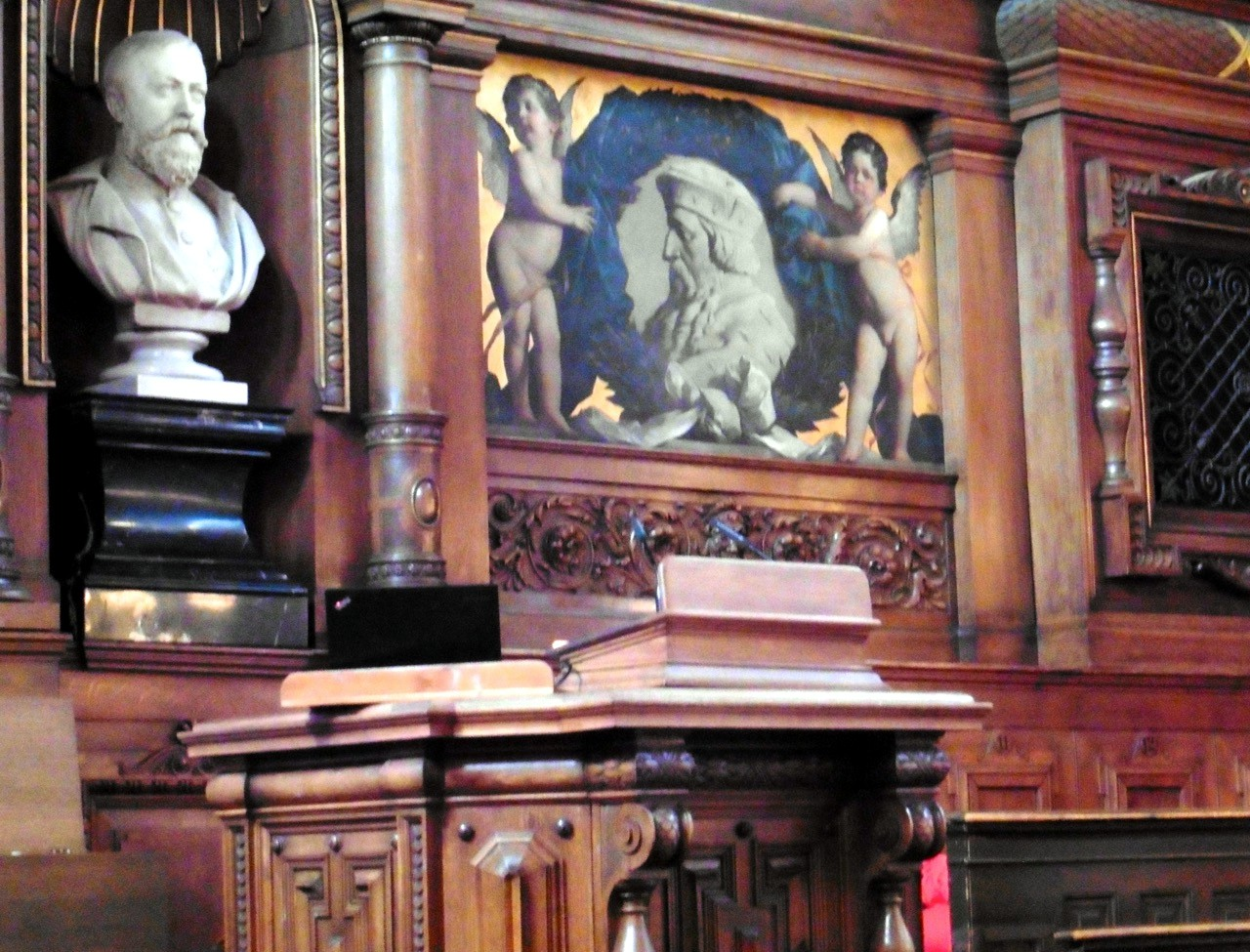
Katheder in der Aula

Als Vorsitzende des Vereins nahm Emmy am IV. Verbandstag des Roten Kreuzes. vom 9. bis 11. Juni 1899 in Heidelberg unter dem Vorsitz des Karlsruher Geheimrates Otto Sachs und dem Münchener Generalmajor a. D. v. Spull als dessen Stellvertreter teil. Die Begrüßung fand in der Alterthümerhalle, in der sich noch Spuren des kurz zuvor abgehaltenen Sängerfestes befanden, statt. Am nächsten Tage fanden die Vorträge mit anschließenden Diskussionen in der Aula der Heidelberger Universität statt. Es wurde debattiert ob man das Vereinsorgan der „Frauen-Verband“, welches man in Lübeck seit einiger Zeit im Lesezimmer von Niederegger fand, durch Belletristik unterhaltender werden sollte. Gustav Hauser sprach über die „Krankenpflege auf dem Lande.“ Im Akademischen Krankenhaus führte die Sanitätskolonne deren Tätigkeit auf dem Schlachtfelde nach der Schlacht vor. Professor Szerny sprach in dem anschließenden Vortrag unter anderem von dem Fortschritt den die Behandlung von Unterleibsverletzungen im Verhältnis zum vorhergehenden Kriege gemacht hätte. Ein Schlusstableau im Heidelberger Schloss beendete die Tagung.
Kurze Zeit später gab Emmy als Vorstandsvorsitzende bekannt, dass sich der Vorstand der Vaterländischen Frauenvereine in Lübeck bereit erkläre, Krankenpflegerinnen auszubilden und zu leiten. Sie sollten zukünftig in der Lage sein, in Notfällen nicht nur Erste Hilfe zu leisten, sondern auch dem Arzt nach dessen Anordnungen zu unterstützen. Die Krankenpflege auf dem Land sollte so, dem badischen Vorbild folgend, verbessert werden. Die Unterweisung in Samariterdienst war in der Hansestadt nichts Neues.
Physikus Riedel und Frau Türk schrieben Mitteilungen über die Geschichte der Abteilungen des lübeckischen Roten Kreuzes nieder. Im Dezember 1899, nach dem Spanisch-Amerikanischen Krieg, erhielten sie als Anerkennung für deren Abfassungen von der Spanischen Regierung Dankesdiplome.

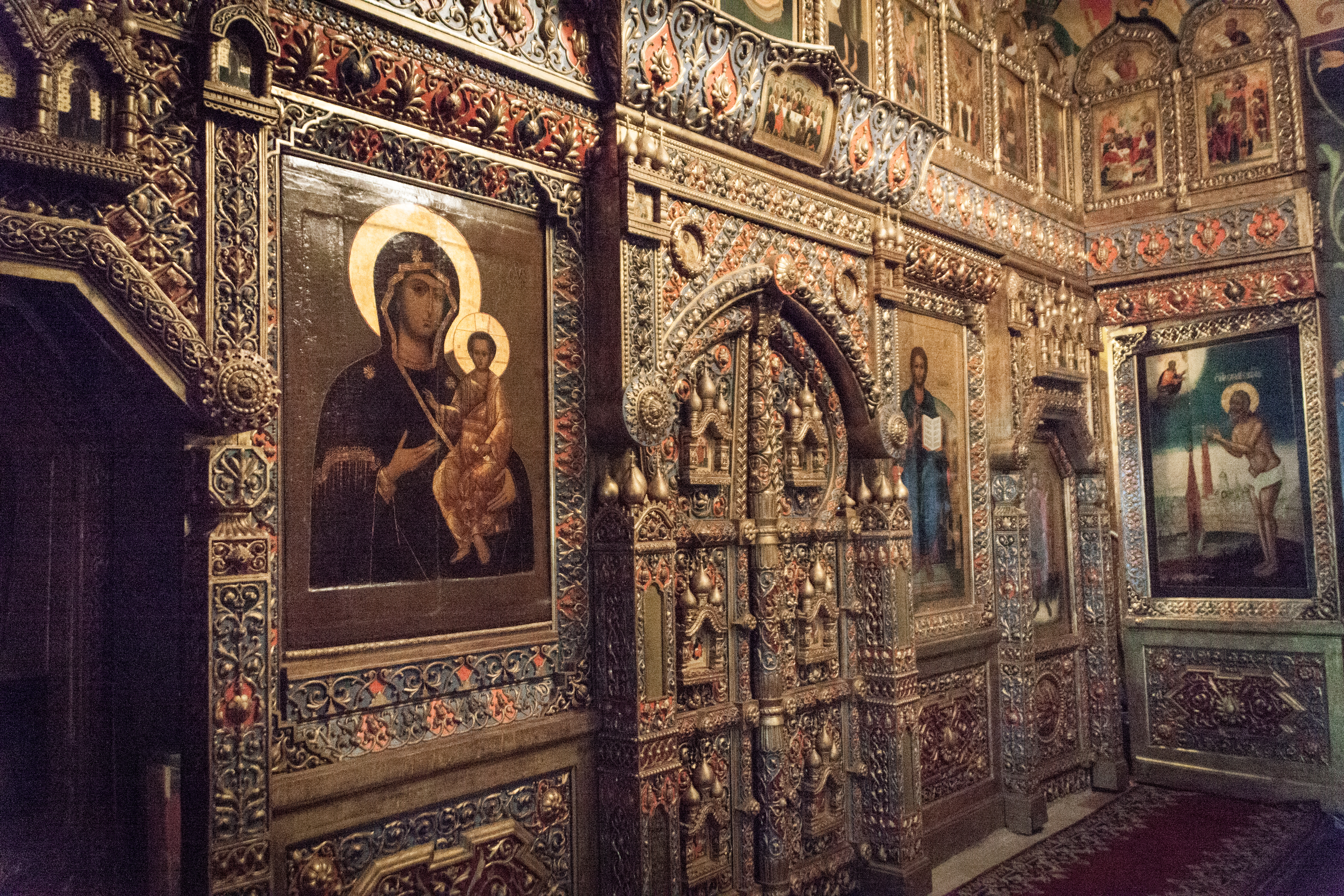
Im Kreml

Der letzte in Lübeck erschienene Artikel von Emmy, „Brief aus Moskau“ vom 9. September 1900, kam von ihrer Reise aus Russland. An dessen Anfang berichtete sie, dass ein Blick in den Pass ihr zwar säge, dass sie alt sei und sie den Strapazen einer Reise mit der Eisenbahn nach Moskau nicht mehr gewachsen wäre, der in der Woche vom 25. August erschienene Artikel „An den Grenzen unseres Wissens“ von Paul Schellhas sie jedoch in der Ausführung ihres Vorhabens bestärkt hatte. In Moskau überwältigte sie die dort zur Schau gestellte Pracht der Goldschmiedekunst und die Goldschmiedearbeiten des Kremls erwiesen sich als deren Krönung. Von diesen erwähnte in dem Artikel zehn Goldschmiedearbeiten, sieben aus Rostock und drei aus Lübeck, besonders. Am Ende ihres Artikels fasste sie ihren Gesamteindruck mit dem Zitat eines russischen Sprichworts zusammen. „Über Moskau geht nur der Kreml, über den Kreml nur der Himmel.“
Emmy hatte sich aber scheinbar, entgegen ihrer Annahme zur Beginn des Moskauer Briefes überschätzt. Auf ihrer Heimreise erkrankte sie an einer Lungenentzündung. Während ihrer erfolglosen Genesung im Hause ihrer Tochter in Libau verstarb Emmy.